# 水城レナ
水城 レナ（みずしろ レナ、6月23日 - ）は、日本の女性声優。埼玉県出身。

## 来歴
宝塚音楽学校卒業。宝塚歌劇団出身。
2022年9月までは青二プロダクションに所属していた。

## 人物
音域はF3 - E5。
趣味は音楽、手芸、小物作り、料理。特技はクラシックバレエ、日本舞踊、歌唱。

## 出演
太字はメインキャラクター。

### テレビアニメ
2002年
- アベノ橋魔法☆商店街（コンパニオンB）
- OVERMANキングゲイナー（シンシア・レーン）

2003年
- アストロボーイ・鉄腕アトム（チームメイト）
- 犬夜叉（2003年 - 2004年、娘、行者）
- 宇宙のステルヴィア（女子生徒A）
- エアマスター（女子高生、友人2）
- カレイドスター 新たなる翼（女学生）
- ちびまる子ちゃん（2003年 - 2004年、ミーコ、とし子の母〈2代目〉）
- 釣りバカ日誌（先生、女子社員）
- ポケットモンスター アドバンスジェネレーション（オオタチ、研究員）
- ONE PIECE（シャンディア女 #168）

2005年
- いちご100%（ケーキ屋店員）
- 今日からマ王!（マネージャー）
- 焼きたて!!ジャぱん（ゆみこ、女性職人、ロシア職人）

2006年
- NANA（2006年 - 2007年、店員、旅行者）
- ふしぎ星の☆ふたご姫 Gyu!（生徒）

2007年
- REIDEEN（手塚）

2010年
- ちゅーぶら!!（真矢）

### OVA
- 大YAMATO零号（2004年、異星人の子供）

### ゲーム
2002年
- Thread Colors〜さよならの向こう側〜（野宮楓）

2003年
- テイルズ オブ シンフォニア（シルフ・フィアレス、セルシウス）
- ゆめりあ（女子生徒）
- やまとなでしこ〜四次元のときめき ガールズ特別編〜（ディーバ玲子）

2004年
- ゼノサーガ エピソードII［善悪の彼岸］（シトリン）

2005年
- テイルズ オブ レジェンディア（イザベラ・ロビンズ、セルシウス）

2006年
- 乙女的恋革命★ラブレボ!!（美貴）
- SIMPLE2500シリーズ Portable!! Vol.8 THE どこでもギャル麻雀（如月遥）
- ゼノサーガ エピソードIII［ツァラトゥストラはかく語りき］（シトリン）
- ルーンファクトリー -新牧場物語-（フィル）

2007年
- あつまれ!ピニャータ 〜レッツ☆パーティー〜（フローレンス・フィズリーベア）
- Another Century's Episode 3 THE FINAL（シンシア・レーン）
- テイルズ オブ ファンダム Vol.2（セルシウス）
- ドラゴンシャドウスペル（テレーゼ・ヴァイスマン）

2008年
- スーパーロボット大戦Z（シンシア・レーン）

2009年
- テイルズ オブ ザ ワールド レディアント マイソロジー2（セルシウス）
- テイルズ オブ バーサス（セルシウス）※ミニゲーム「Tales of WALL BREAKER」のみ

2010年
- Another Century's Episode:R（シンシア・レーン）

2011年
- Another Century's Episode Portable（シンシア・レーン）
- 第2次スーパーロボット大戦Z 破界篇 / 再世篇（2011年 - 2012年、シンシア・レーン） - 2作品

2012年
- 龍が如く5 夢、叶えし者（詩音）

2013年
- テイルズ オブ シンフォニア ユニゾナントパック（シルフ・フィアレス、セルシウス）

### ドラマCD
- Infantaria ～インファンタリア～（2002年、ハルナ）
- Missing 呼び声の物語（2002年、あやめ）※同年『電撃大賞』内で放送されたラジオドラマをドラマCDとして発売
- 学園ヘヴン2 無敵の3年生（2003年、巫女）
- テイルズ オブ レジェンディア～voice of character quest～1・2（2006年、イザベラ・ロビンズ）
- レイン 雨の日に生まれた戦士（2010年、セノア・アメリア・エスターハート）

### 吹き替え

#### 映画
- アルマゲドン（モリー〈ショウニー・スミス〉）※フジテレビ版
- エネミー・フォース 限界空域（スチュワーデス）
- エルミタージュ幻想（白いドレスの女）
- 追風少年 〜ワンダフル・ライフ〜（ココ〈安以軒〉）※DVD版
- 踊るJSA 帰還迷令発動中?!（スヨン〈ハン・ミン〉）
- 還珠姫〜プリンセスのつくりかた〜（夏紫薇〈林心如〉）※DVD版
- 警察署長 ジェッシイ・ストーン 暗夜を渉る（アビイ・タイラー〈ポリー・シャノン〉）
- 白いカラス（スティーナ・ポールソン〈ジャシンダ・バレット〉）※DVD版
- ストーン・コールド -影に潜む-（アビィ・テイラー〈ポリー・シャノン〉）※DVD版
- 1200℃ ファイヤーストーム（メラニー・クリューガー）
- チアーズ3（シェラ）※DVD版
- N.Y.式ハッピー・セラピー（ジーナ〈ジャニュアリー・ジョーンズ〉）
- ハート・オブ・ウーマン（アーデン）※日本テレビ版
- バレエ・カンパニー（マイア）
- 悪い男（ミスク）

#### アニメ
- ジェニーはティーン☆ロボット（アライグマロボ）

### テレビ番組
- セサミストリート（ティーナ、ピエール）

### 舞台
- CAN-CAN（1995年）
- 夜明けの天使（1996年）ジョン
- 稔 幸 ディナーショー（1997年）
- west-side（1997年）Big Deal
- エピファニー（1998年）小堀
- 皇帝ネロ（1999年）アウグスト
- パリ祭ディナーショー（1999年）
- ベルサイユのバラ（2000年）ルイ16世
- 銀河鉄道の夜（2000年）主任 / 伊藤
- エンカレッジコンサート（2001年）歌手
- 花の業平（2001年）秀道